# Chryso-hypnum expallescens
Chryso-hypnum expallescens là một loài Rêu trong họ Hypnaceae. Loài này được Hampe mô tả khoa học đầu tiên năm 1870.